# 숭의교회
숭의교회(崇義敎會)는 인천광역시 미추홀구 숭의동에 위치한 기독교대한감리회 소속 교회이다. 담임목사는 이선목이며, 1917년 창설되었다. 감리회 내에서 중추적인 역할을 하고 있으나 보수적인 면모를 보인다.   
1917년 당시 내리교회 권사였던 김나혈 권사에 의해 기도처가 만들어진 이후, 1920년대에 들어서 장의리교회라는 이름으로 활동하던 중, 1943년에 일제의 전쟁물자 헌납을 위해 교회 부지가 팔려 사라졌다.
이후 1945년에 해방을 맞아 다시 교회를 세우던 중, '의(義)를 높인다(崇)'라는 뜻으로 현재 사용되는 '숭의교회'라 명명하였다. 현재 교회가 자리잡고 있는 숭의동의 지명 이름은 이에서 유래한 것이라고도 한다.
숭의교회는 이후 15대 목회자인 이성해 목사가 부임한 이후 16대 목회자로 이호문 목사가 부임하게 되면서 급성장하게 되었고, 1993년도에는 신자수가 4만 8천명으로 세계에서 9번째로 큰 교회로 공식적으로 통계되었으며, 지금도 세계에서 큰 교회 목록에 포함되어 있다.
2008년 4월 8일, 중부연회를 통해 이호문 감독이 은퇴하면서 교회 담임이 이선목 목사로 바뀌었다.
이후 2009년 기독교대한감리회의 본부 선교국 통계에 따르면 전체 입교인수가 8,282명으로 3위를 차지했으며, 시사저널도 숭의교회를 대형교회로 평가하고 있다.

## 교회 구성
교회는 2013년 당회 보고 기준 현재 11개의 국과 5개의 팀, 10개의 특별기관, 3개의 선교기관과 2개의 팀, 3개의 특수선교회, 2개의 부속기관의 체제로 이루어져 있다. 주요 부설기관으로 숭의신협, (재)청양숭의청소년수련원, 숭의종합사회복지관 등이 있다. 